# Lough Derg (Shannon)
Pour les articles homonymes, voir Lough Derg.
Le Lough Derg (Loch Deirgeirt en irlandais) et le troisième plus grand lac de l'Irlande (et le second de la république d'Irlande) après le Lough Neagh et le Lough Corrib.
C'est un lac plutôt étroit et allongé, qui baigne les comtés de Tipperary (à l'est), de Galway (au nord-ouest) et de Clare (au sud-ouest). C'est le plus en aval des trois grands lacs situés sur le cours du Shannon, après le Lough Allen et le Lough Ree situés plus au nord. Les principales villes sur ses rives sont les villes jumelles Ballina et Killaloe (ou naquit Brian Boru en l'an 941), Mountshannon, Portumna et Dromineer. 
Sa plus profondeur maximale est de 36 mètres. Il couvre une superficie de 118 km2. À son point de confluence avec le Shannon, la pente du fleuve est assez importante pour faire fonctionner la plus puissante usine hydroélectrique d'Irlande. Elle était la plus importante du monde lors de sa construction en 1927.
Navigable sur plus de 40 km, le Lough Derg était une importante voie de communication entre Limerick et Dublin jusqu'au XIXe siècle, grâce aux canaux qui traversent le centre de l'Irlande. Il est de nos jours un important centre d'activités touristiques, accueillant de nombreuses bases de sports nautiques et de pêche.

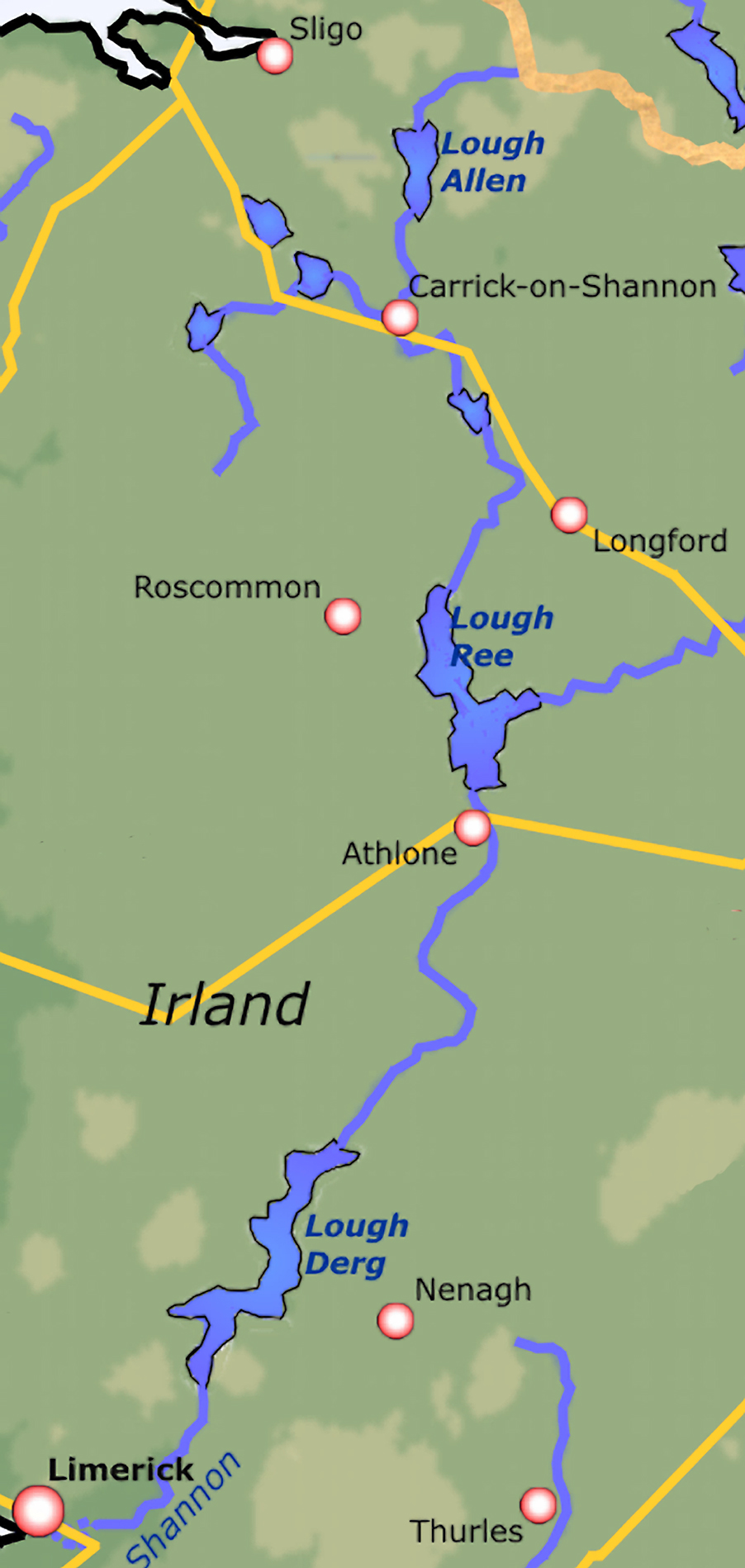
Les trois grands lacs sur le Shannon.